# Antonio de Soloaga
Antonio de Soloaga Gil (Logroño, La Rioja, 23 de enero de 1659 - Lima, Perú, 21 de enero de 1722) fue un sacerdote católico español que llegó a ser el IX Arzobispo de Lima, en Perú (1714 - 1722).

## Biografía
Fue hijo del vizcaíno Domingo de Soloaga y la alavesa Ana Gil. Estudió en el Colegio de Jesuitas de Logroño y luego en el Colegio de San Gregorio de la Universidad de Valladolid, donde obtuvo el título de doctor en Teología.
Estuvo a cargo de los curatos de Almiruete y Villa de Torre de Beleña. Fue Abad de la Colegiata de Covarrubias en Burgos, Castilla y León, en 1707. En 1709 fue designado Obispo de Ceuta, en África, pero aún no asumía su obispado cuando en 1713 el papa Clemente XI lo promovió al Arzobispado de Lima, en el Perú (11 de diciembre de 1712). Tomó posesión de su sede el 22 de mayo de 1714, pero su consagración tuvo que diferirse hasta la llegada de las bulas respectivas. La ceremonia se realizó finalmente el 7 de abril de 1715.
Se destacó por la austeridad que imprimió a sus actos de gobierno, así como a su rigurosa exigencia al clero para que enseñara rectamente la doctrina católica. Escribió una Carta Pastoral para la reforma de las religiones y en 1716 tres autos sobre la disciplina del clero contra la binación y la negociación, sobre la acción catequética y el hábito adecuado. Corrigió en 1718 los excesos de los rosarios nocturnos; y en 1722 las exageraciones en los ornatos de gloria para los santos y el Niño Dios. Hizo visita pastoral a Checras, Chancay y Cajatambo en 1719 y 1720. Resolvió el caso de Juan Manuel Ballesteros (homicida refugiado en el Convento de San Francisco de Lima de donde había sido violentamente extraído), mostrándose acérrimo defensor de la inmunidad eclesiástica. Intervino en el conflicto entre las Amparadas de la Purísima y las Beatas Rosas, dominicas, así como en la división de los Betlemitas.
Falleció en su sede, a los 63 años de edad, habiendo gobernado siete. Se dice que en 1735 su cuerpo fue hallado incorrupto.